# Find My Way
『Find My Way』（ファインド・マイ・ウェイ）は、スターダストレビュー43枚目のシングル。2004年7月28日に発売された。表題曲MV収録DVD付初回限定盤・通常盤の2形態で発売。

## 収録曲
全作曲：根本要
1. Find My Way
作詞：根本要/野依美幸
編曲：矢代恒彦
コーラスアレンジ：岡崎昌幸
朝日放送・テレビ朝日系『熱闘甲子園』挿入歌
2. めぐり逢えてよかった（Live Version）
作詞：根本要
3. Find My Way （Instrumental）